# گوریشنی پلاونی
گوریشنی پلاونی (به اوکراینی: Горішні Плавні) شهری در استان پولتاوا در کشور اوکراین است. جمعیت این شهر ۵۰,۴۱۴ نفر (۲۰۲۱ تخمینی)است.

## نگارخانه

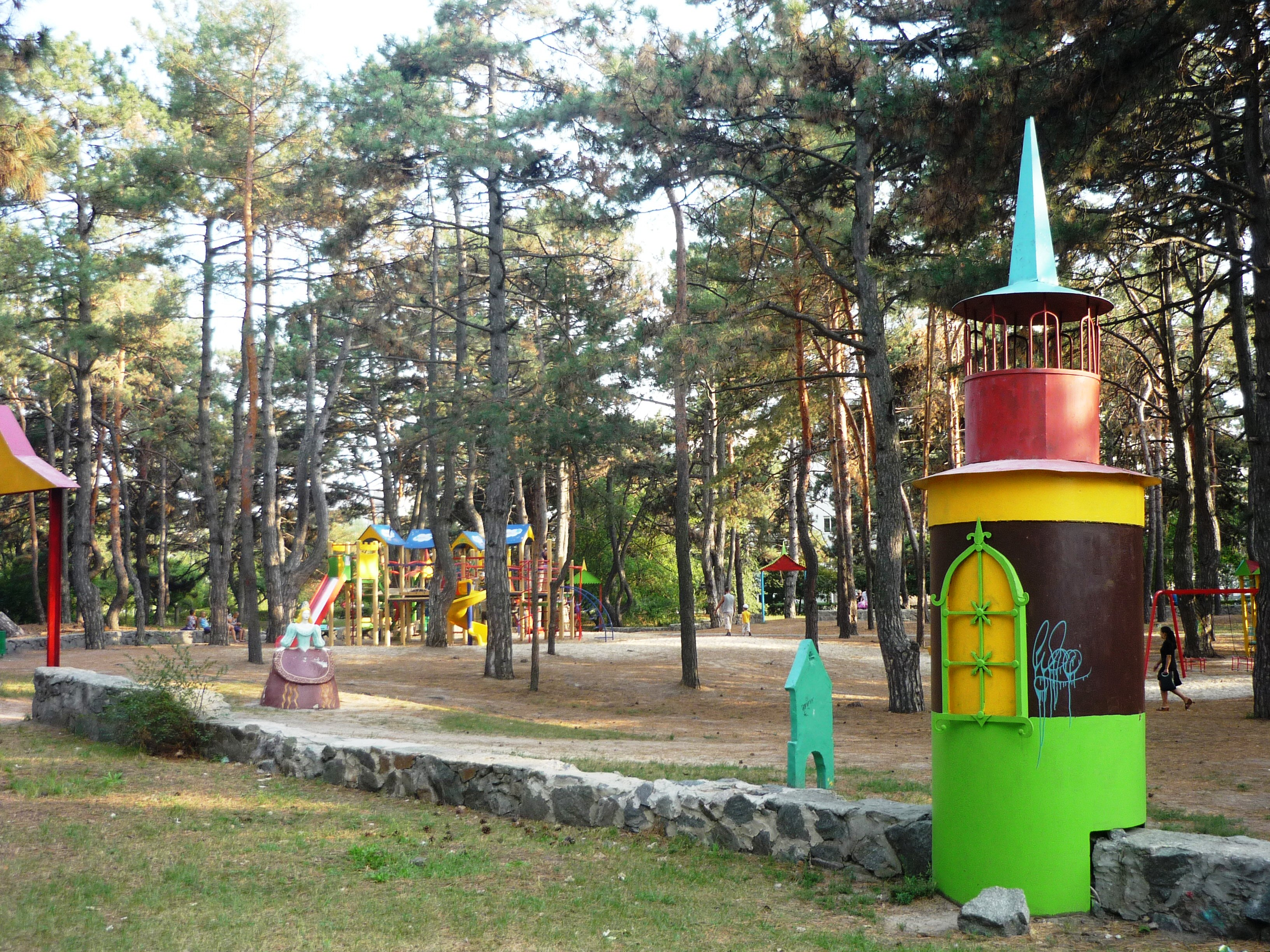
City park
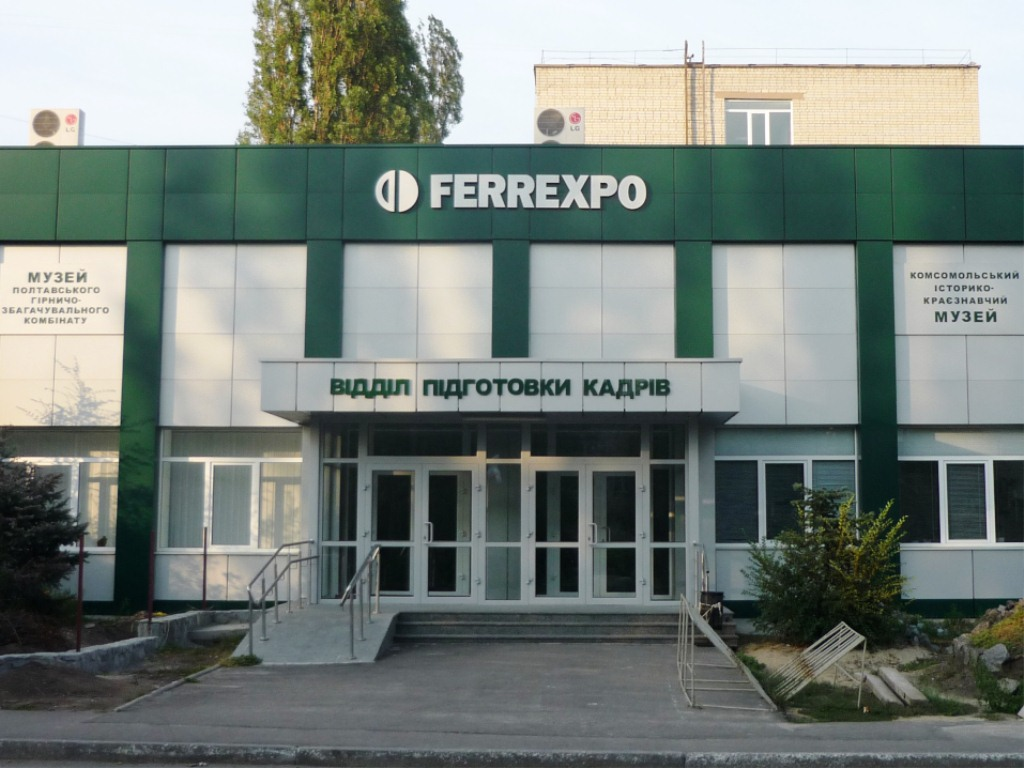
Komsomolsk Museum
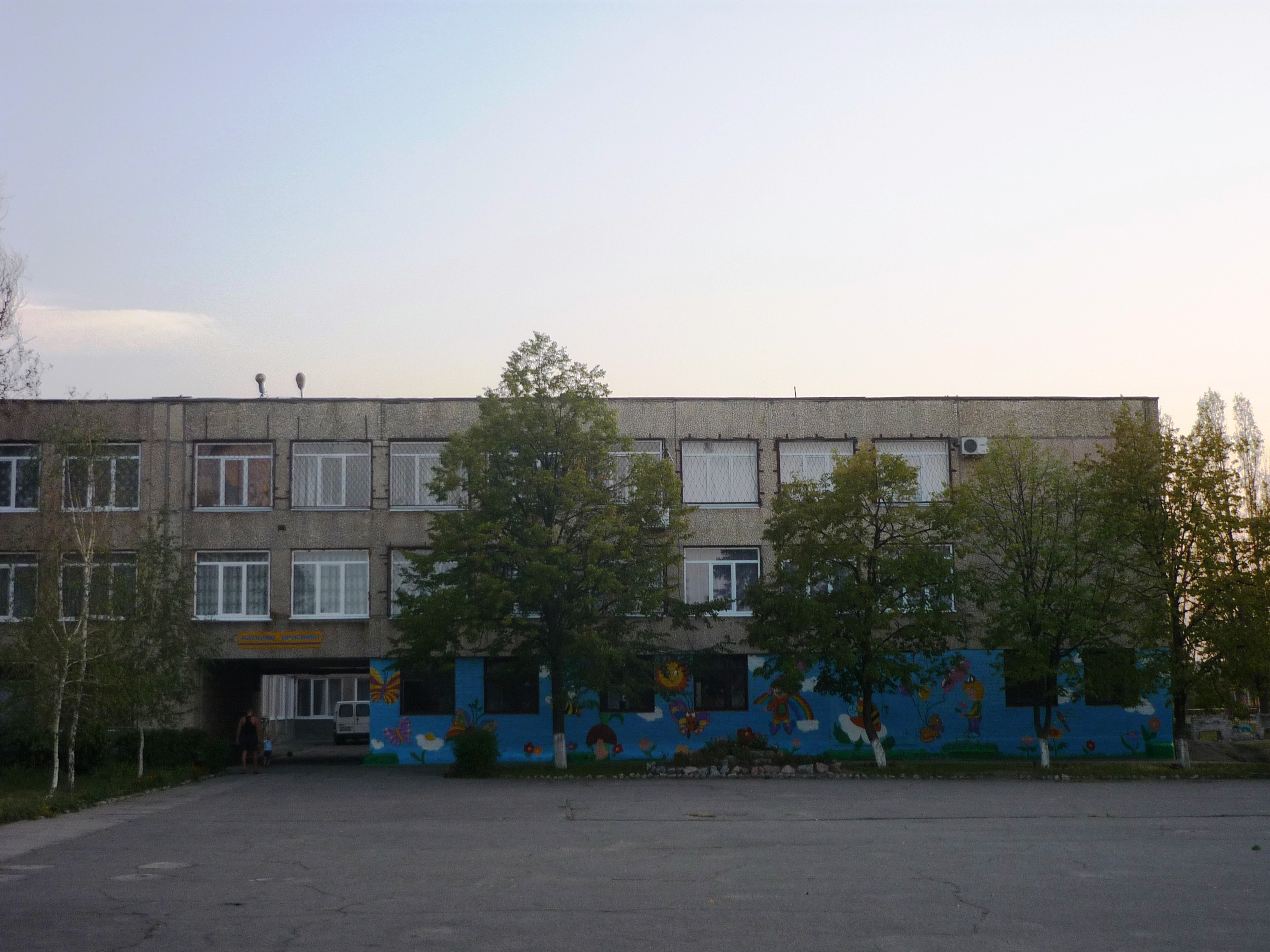
L.I. Buhajevs'ka Education complex
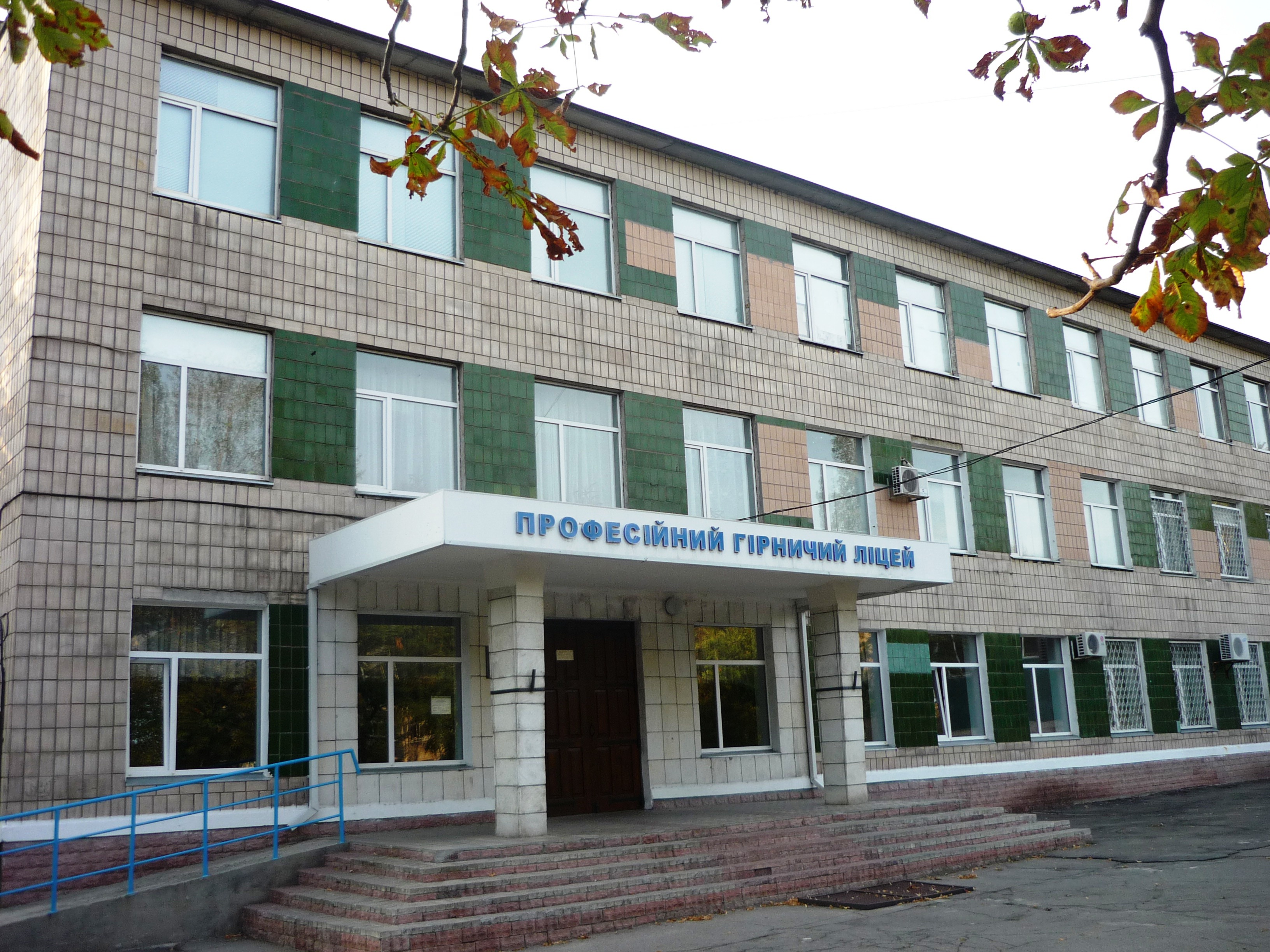
Mining lyceum in Komsomolsk
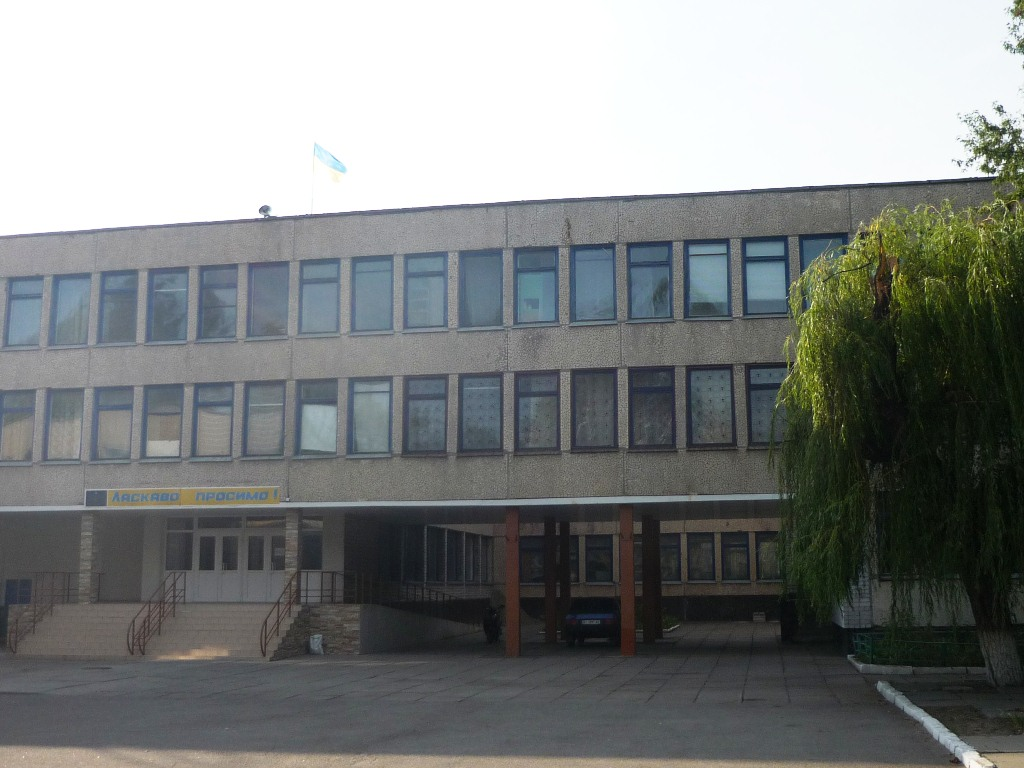
School 6, Komsomolsk
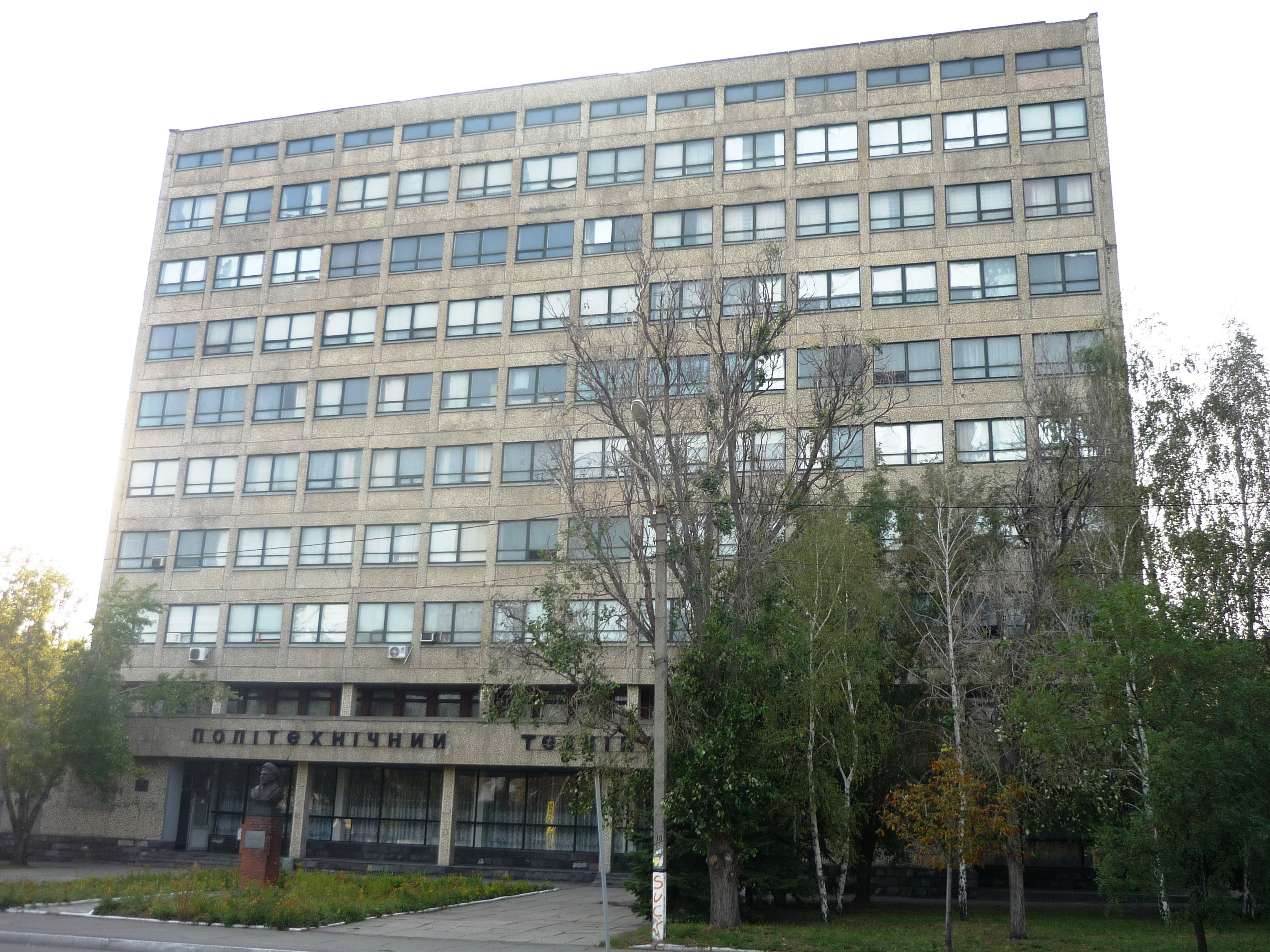
Technical School
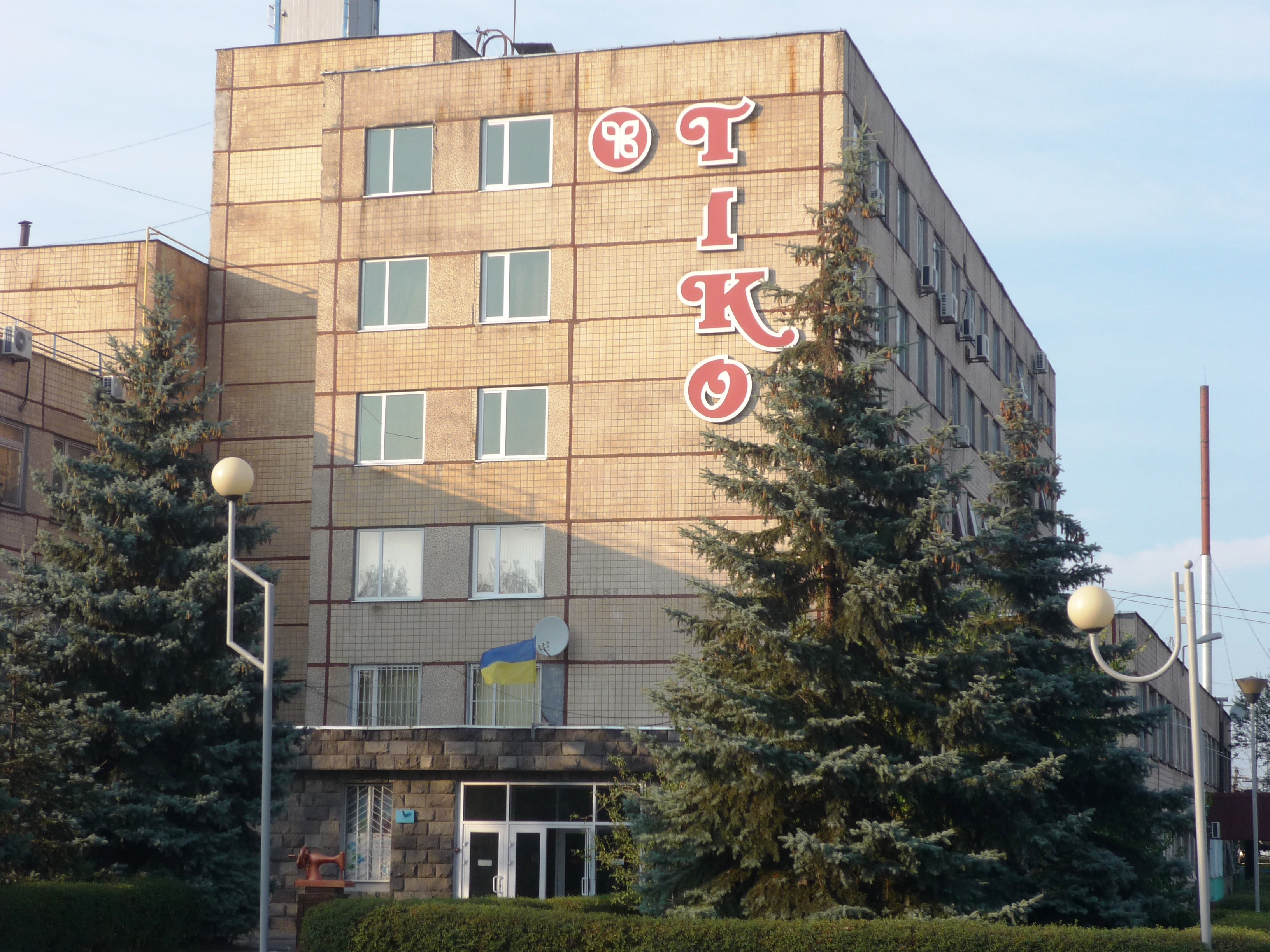
Textile factory